# فهد الیامی
فهد الیامی (عربی: فهد اليامي؛ زادهٔ ۷ آوریل ۱۹۹۲) یک ورزشکار اهل عربستان سعودی است.
از باشگاه‌هایی که در آن بازی کرده‌است می‌توان به باشگاه فوتبال النصر عربستان سعودی اشاره کرد.